# Virginia Slims of Chattanooga
Il Virginia Slims of Chattanooga è stato un torneo femminile di tennis che si disputava a Chattanooga negli USA.

## Albo d'oro

### Singolare
| Anno | Campionessa      | Finalista | Punteggio |
| ---- | ---------------- | --------- | --------- |
| 1971 | Billie Jean King | Ann Jones | 6-4, 6-1  |

### Doppio
| Anno | Campionesse                   | Finalista                | Punteggio |
| ---- | ----------------------------- | ------------------------ | --------- |
| 1971 | Rosie Casals Billie Jean King | Françoise Dürr Ann Jones | 6-4, 7-5  |